# Dillon Battistini
Pour les articles homonymes, voir Battistini.
Dillon Battistini, né le 3 décembre 1977, est un pilote automobile britannique.

## Biographie
Dillon Battistini a piloté dans diverses catégories de karting avant de venir piloter en challenge Cathertam R400 en 2003, il terminera vice-champion. En 2006, il va piloter en Championnat d'Asie de Formule 3, terminant 4e du championnat, et champion en 2007. Passé en Indy Lights en 2008, il va d'emblée s'imposer comme un redoutable concurrent, accumulant les bons résultats, et gagnant la manche d'Indianapolis.